# Gare du Creusot TGV
Ne doit pas être confondu avec Gare du Creusot.
La gare du Creusot TGV, parfois appelée Le Creusot - Montceau TGV ou Le Creusot - Montceau - Montchanin (son nom officiel) par la SNCF, est une gare ferroviaire française de la ligne de Combs-la-Ville à Saint-Louis (LGV), située sur le territoire de la commune d'Écuisses, à proximité de Montchanin, dans le département de Saône-et-Loire et en région Bourgogne-Franche-Comté.
Par la route, la gare se trouve à deux kilomètres au nord du croisement entre les routes nationales 80 et 70, à 8 kilomètres du Creusot et à 15 kilomètres de Montceau-les-Mines.
C'est, avec la gare de Mâcon-Loché-TGV, la première gare française construite sur le réseau à grande vitesse.
C'est une gare de la Société nationale des chemins de fer français (SNCF), desservie par le TGV ainsi que par des autocars régionaux du réseau TER Auvergne-Rhône-Alpes.

## Situation ferroviaire
Établie à 318 mètres d'altitude, la gare du Creusot TGV est située au point kilométrique (PK) 273,816 de la ligne de Combs-la-Ville à Saint-Louis (LGV).
La gare est reliée à la ligne de Nevers à Chagny par un raccordement de service non électrifié, qui n'est par conséquent pas utilisé pour les relations commerciales.

## Histoire

### Création

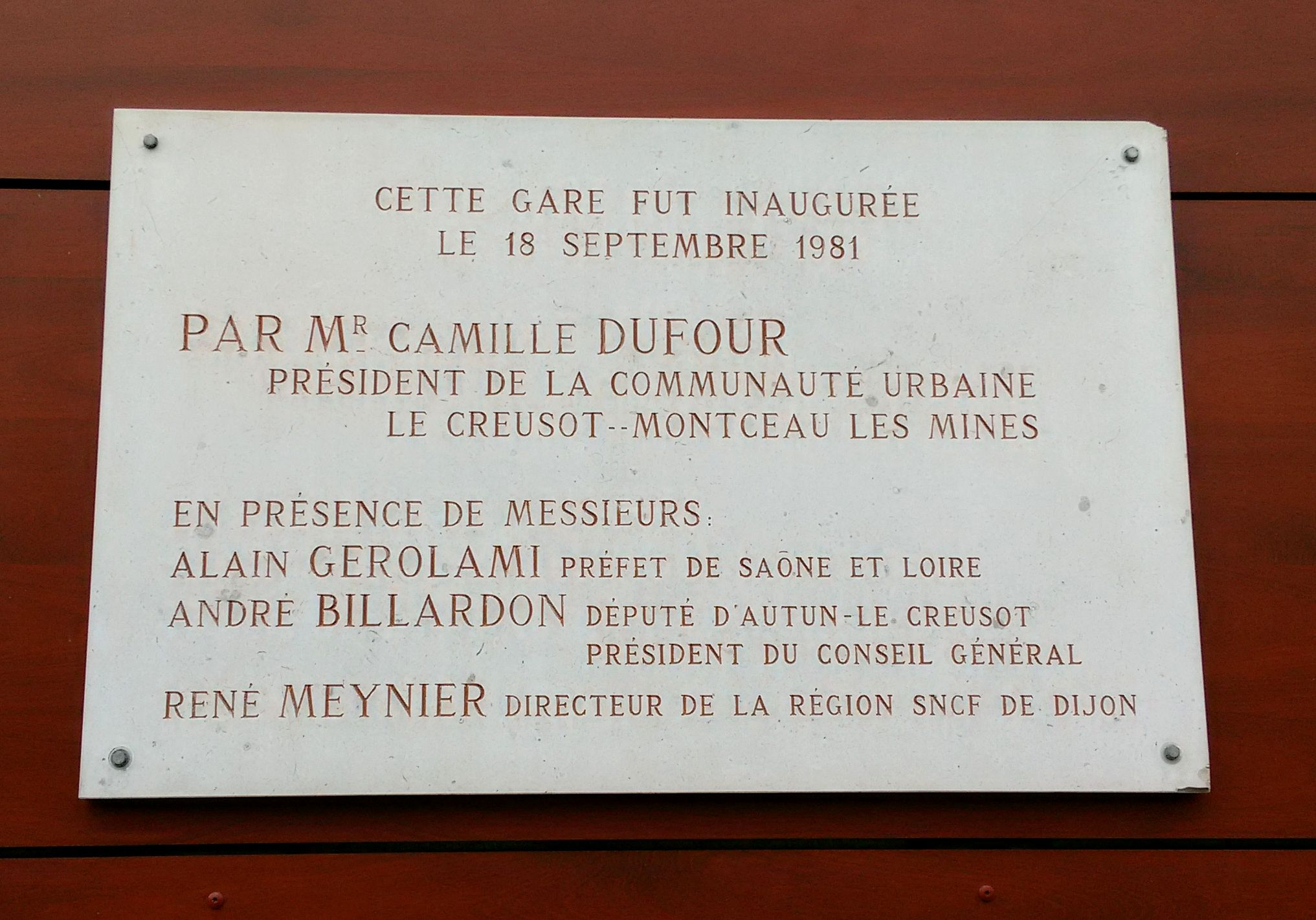
Plaque d'inauguration de la gare par Camille Dufour.

Le Creusot TGV est issue d'un compromis entre la logique de la Société nationale des chemins de fer français (SNCF), qui souhaitait réaliser une ligne à grande vitesse de Paris à Lyon sans arrêt intermédiaire (une simple halte technique était prévue à Montchanin) et celles des collectivités locales qui se sont mobilisées lors de l'étude d'impact de la LGV pour valoriser l'aménagement de leur territoire. Pour la SNCF, le potentiel de clientèle ne justifiait pas l'investissement dans des raccordements pour une desserte des gares centrales. Le projet de construction de la gare est notamment défendu par André Jarrot, ancien ministre, sénateur et député, à l'époque maire de Montceau-les-Mines.
Le 22 septembre 1981, la LGV Sud-Est est officiellement inaugurée en gare du Creusot TGV par François Mitterrand. Le 27 septembre, la LGV, ainsi que la gare du Creusot TGV, sont ouvertes au service commercial. Cette nouvelle ligne permet une liaison directe à Paris en 1 h 20, alors qu'il fallait auparavant 3 h 40 en empruntant une correspondance à Dijon ou à Nevers. Il en est de même vers Lyon, avec un temps de trajet réduit à 40 min contre 1 h 30 via des correspondances à Chagny ou Chalon-sur-Saône.

### Effets territoriaux
Conformément au consensus politique qui existait alors en France sur les effets structurants des infrastructures de transport, il y avait localement de grands espoirs sur les effets positifs de cet équipement sur le développement de l'aire urbaine. La DATAR appuie ainsi la création d'une gare, avec l'espoir qu'elle permette d'atténuer les effets de la crise dans la région. On espérait en effet qu'elle allait attirer de nouvelles entreprises qui auraient pris le relais de l'industrie sidérurgique.
Les élus décident ainsi du classement des terrains agricoles environnant en ZAD et de la création d'une ZAC de 2,5 hectares sur le site. En dépit d'une forte promotion de la SNCF et de la communauté urbaine Creusot Montceau, on observe seulement trois implantations à la fin des années 1980. En 1984, l'agence de développement économique « Creusot-Montceau Développement », regroupant les acteurs locaux (CCI, intercommunalité, etc.), se voit confier le développement du site de la gare. En 1989, elle impulse le projet « Coriolis » qui prévoit deux zones : 4 ha autour de gare pour des activités tertiaires (hôtels, centre de congrès, immeubles de bureau, etc.), 45 ha plus à l'ouest pour des unités industrielles (production et R&D).
Si les subventions de l'État et l'Union européenne pour aider la reconversion industrielle permettent d'attirer quelques entreprises, avec au total une quinzaine d'établissements présents sur le site, le résultat reste cependant bien en dessous des attentes. Les établissements industriels sont ainsi des sites de production banalisés, sans grande valeur ajoutée. La plupart des projets d'infrastructures tertiaires ont été suspendus, elle se limite à deux immeubles de bureaux que la communauté urbaine envisage de reconstruire.
Il n'y avait pas de volonté politique pour favoriser l'implantation d'entreprises autour de la gare, les deux villes du Creusot et de Montceau souhaitant favoriser le développement des zones existantes sur leurs territoires respectifs. Les acteurs locaux affirment ainsi que le TGV a été un élément majeur de la reconversion de l'aire urbaine. Il a permis d'attirer des entreprises nouvelles, qui se sont majoritairement installées sur les anciens sites industriels.

### Fréquentation
À la mise en service, 900 000 voyageurs annuels étaient attendus par la SNCF. La fréquentation réelle a été beaucoup plus faible, avec 250 000 voyageurs en 1982. Elle était alors utilisée à 75 % pour des trajets vers Paris, et 25 % vers Lyon.
La fréquentation s'est par la suite améliorée, avec 780 000 voyageurs en 2008. La gare présente un usage professionnel assez important, avec une proportion d’abonnements Fréquence supérieur à la moyenne nationale, la part des destinations  semblant rester dans une proportion 3/4 pour Paris contre 1/4 pour Lyon.
Lors de l'anniversaire des 30 ans de la gare TGV le 22 septembre 2011, Gares & Connexions annonce une fréquentation annuelle de l'ordre du million de voyageurs, correspondant à une moyenne quotidienne de 2 700 voyageurs.
En 2017, selon les estimations de la SNCF, la gare a accueilli 729 324 voyageurs, après un nombre de 707 764 voyageurs en 2016.

## Service des voyageurs

### Accueil
Le bâtiment voyageurs dispose d'un espace d'accueil commercial SNCF, avec points d'information et de vente des titres de transports, salle d'attente, service des objets trouvés, de Wi-Fi, d'un défibrillateur et de toilettes payantes. D'autres services commerciaux sont proposés, notamment un distributeur de friandises et de boissons, une boîte aux lettres et un Relay.

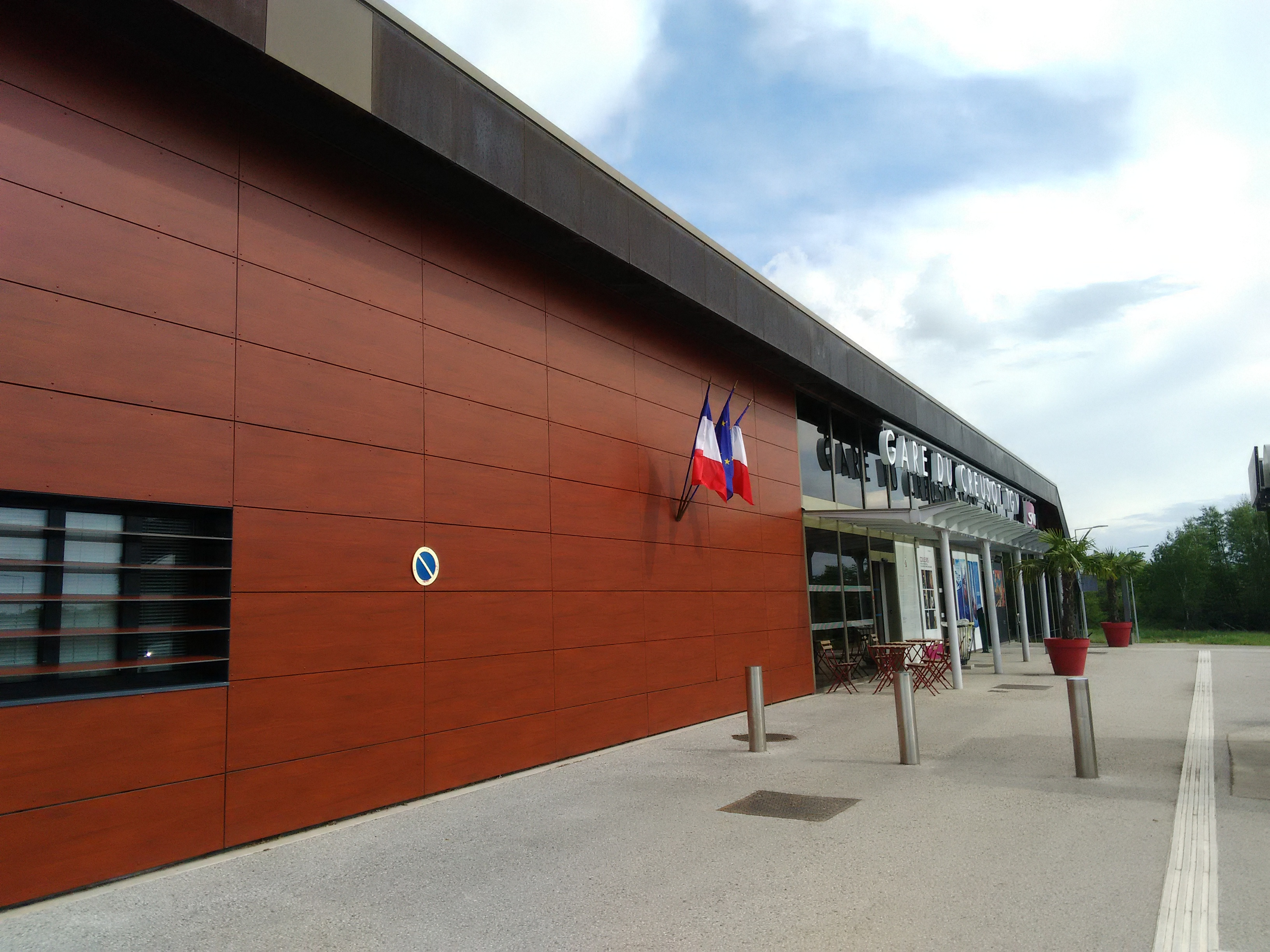
La gare vue du parvis.
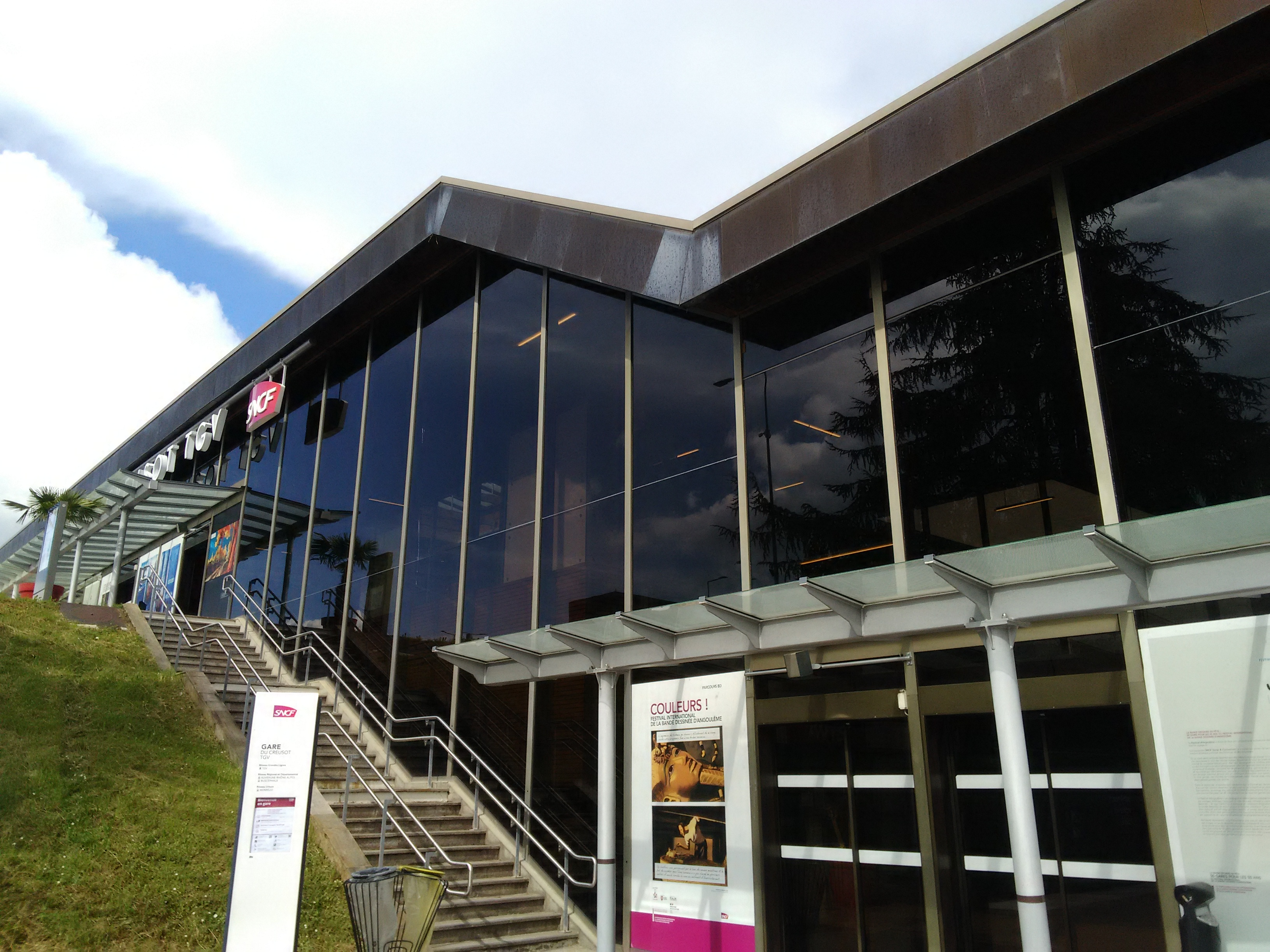
La gare vue depuis la gare routière.
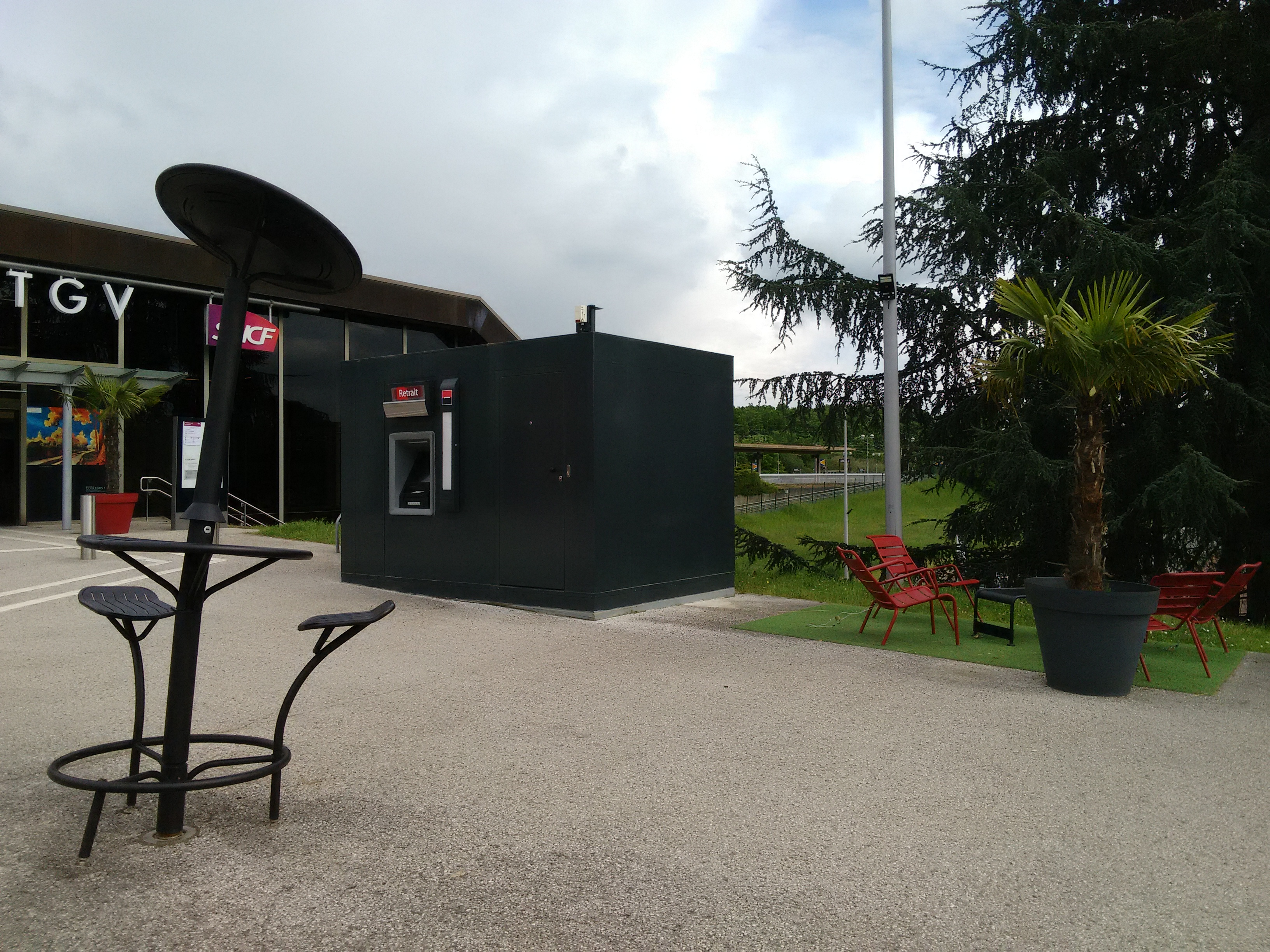
Les équipements extérieurs sur le parvis.
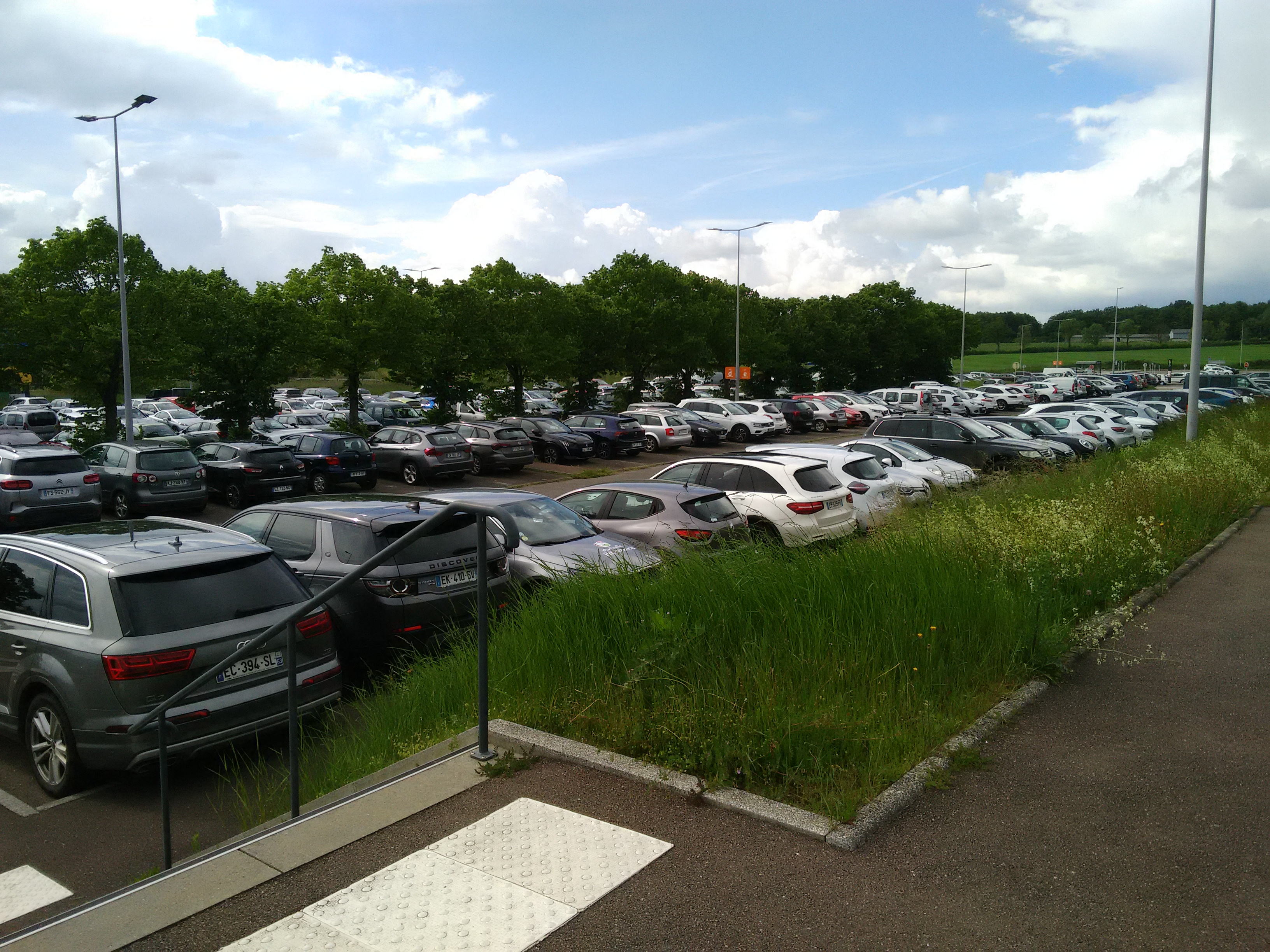
Parking en contrebas de la gare.
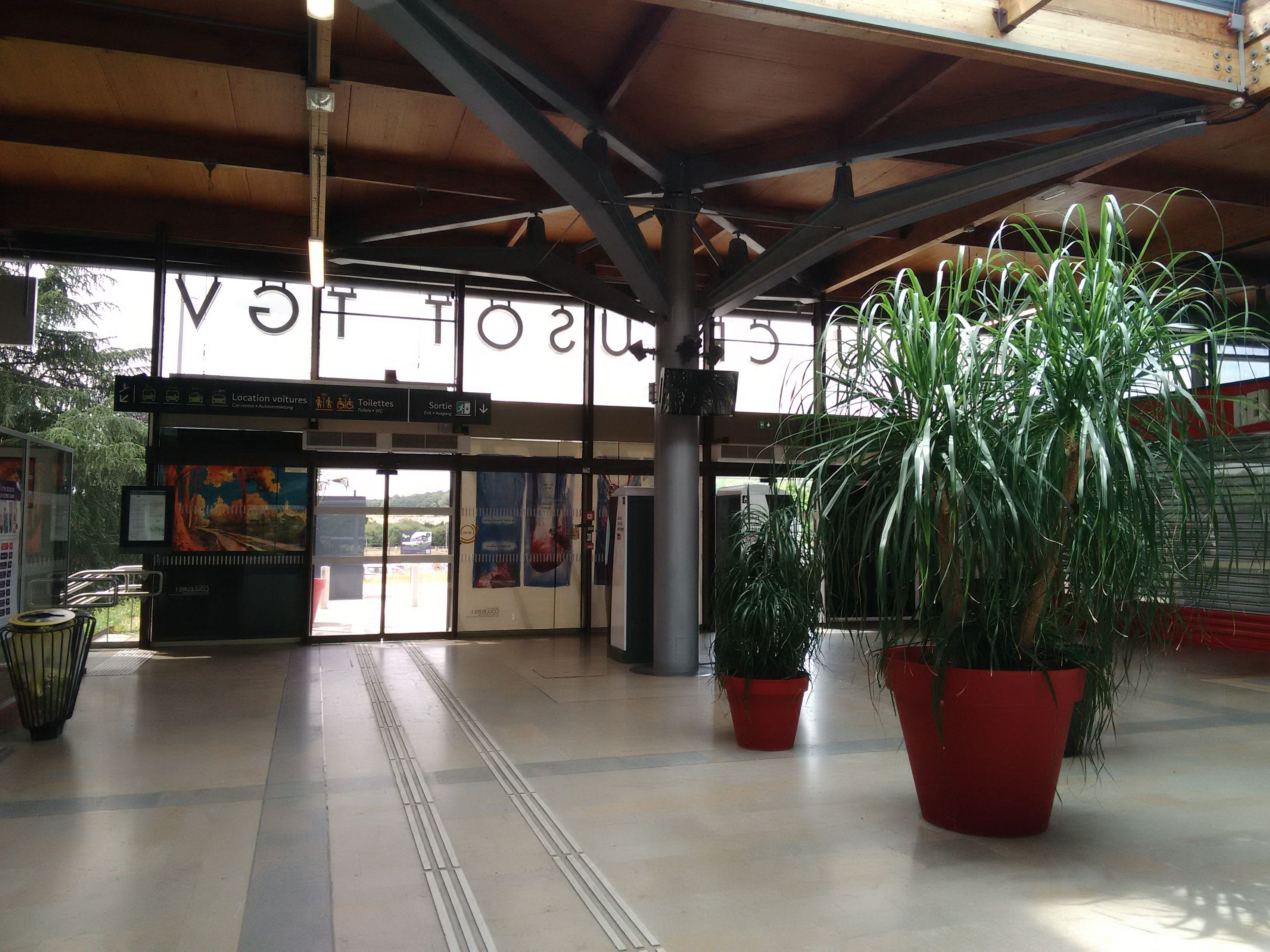
Le hall de la gare avec l'entrée principale.
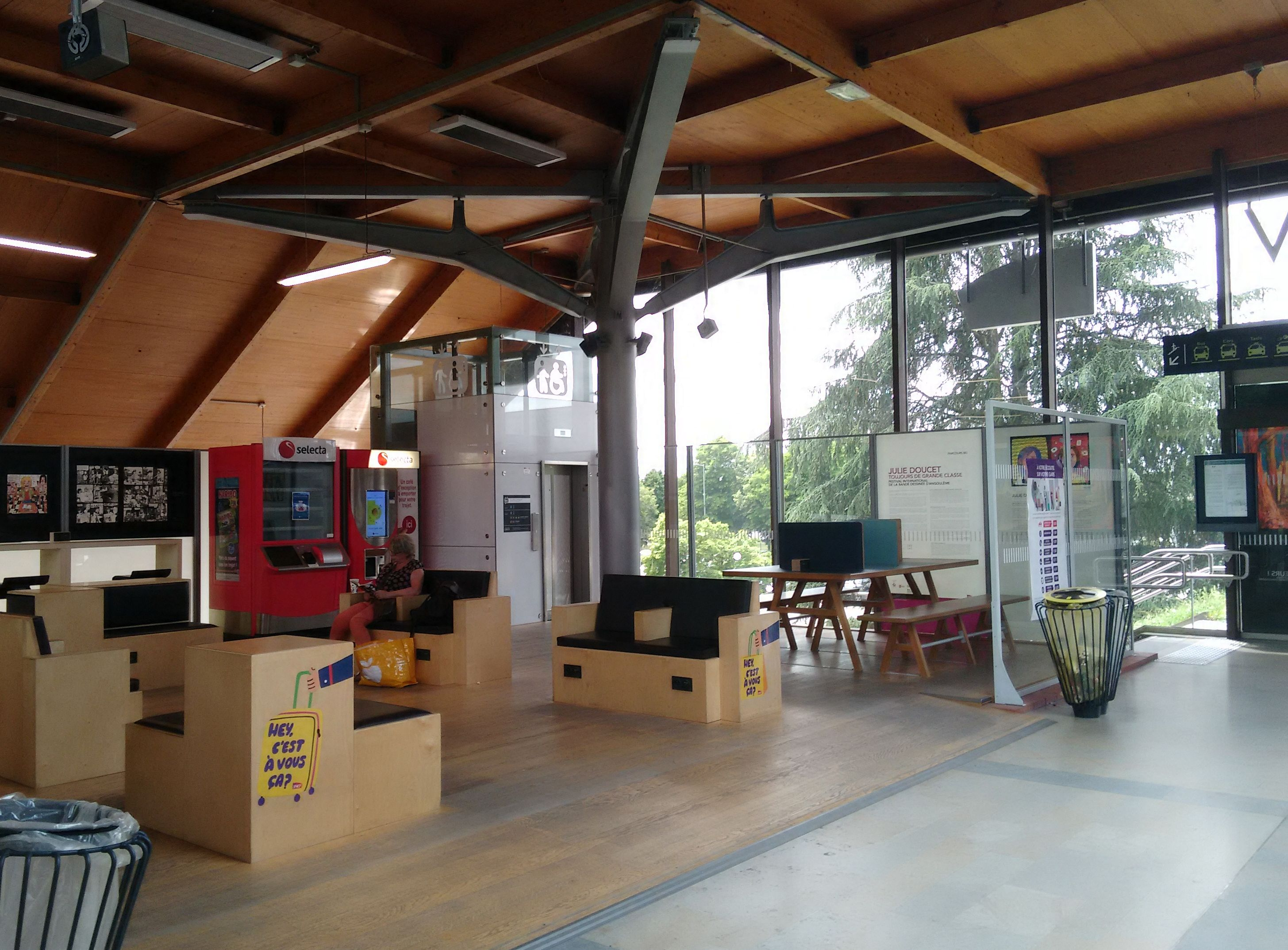
La salle d'attente.
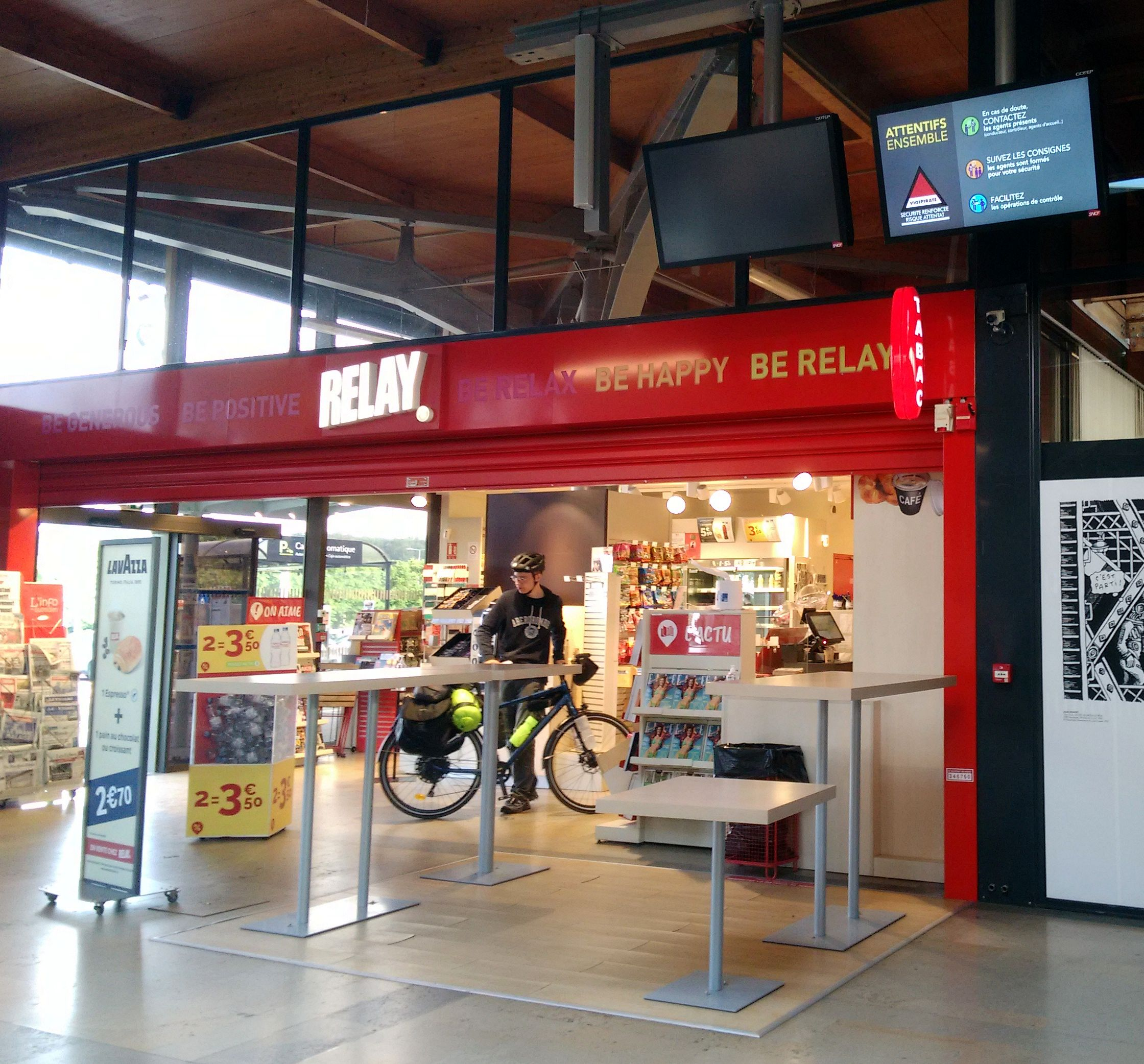
Le point Relay et café.
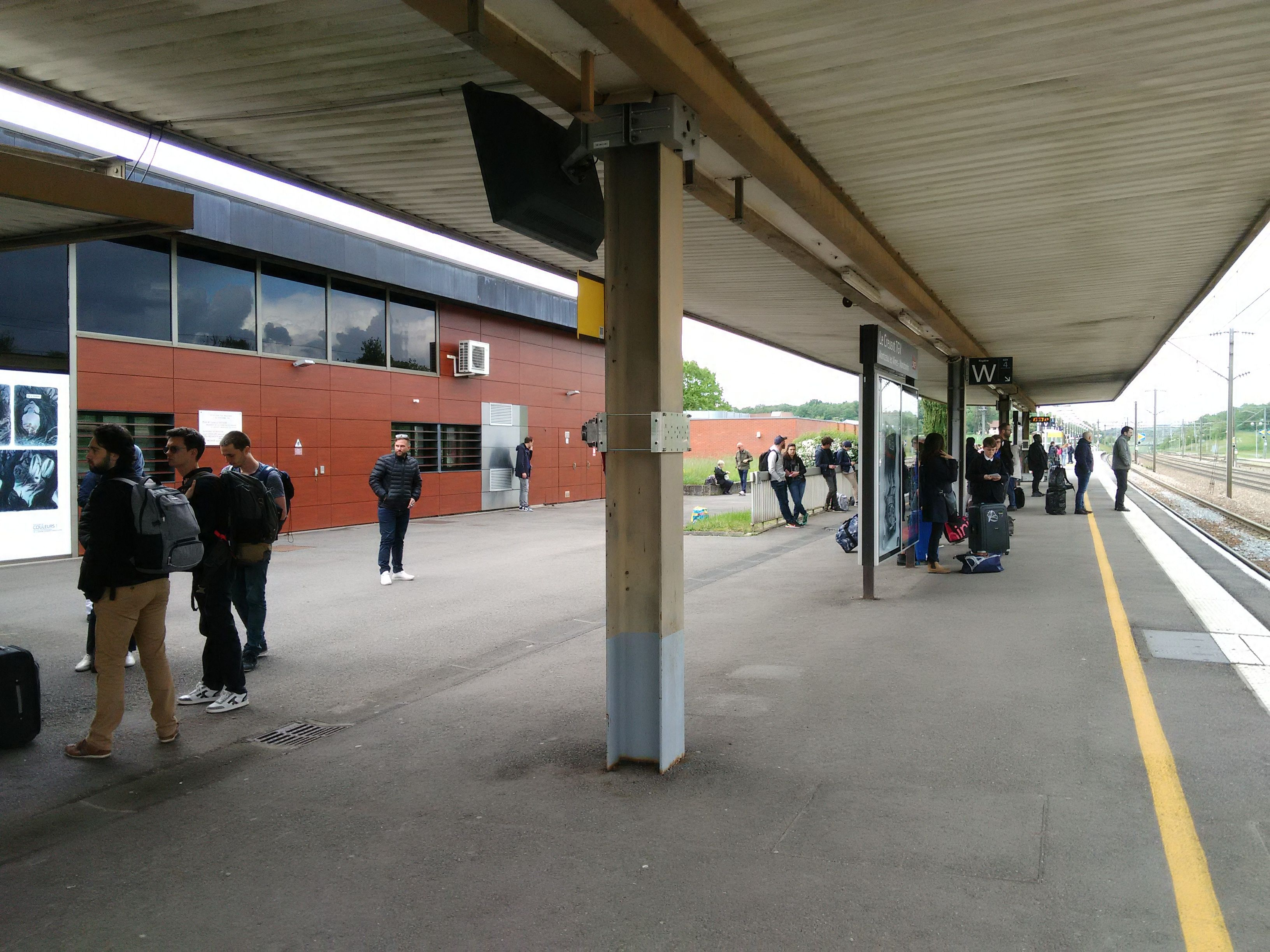
Voie 4 des TGV Lyon-Paris.

### Desserte
La gare du Creusot TGV est principalement desservie par des TGV reliant Paris Gare de Lyon à Lyon Perrache ou Saint-Étienne, desservant Lyon Part-Dieu et parfois Mâcon Loché TGV.
Elle bénéficie également de l'arrêt de quelques TGV intersecteurs, qui la relient notamment à Lille et Bruxelles.
Enfin, la gare est desservie par un service d'autocars du réseau TER Auvergne-Rhône-Alpes, à tarification SNCF, et qui la relient à la gare du Coteau via Montchanin, Paray-le-Monial, Marcigny, Pouilly-sous-Charlieu et Roanne.

### Intermodalité
À l'ouverture de la gare, des navettes par autocar desservaient Le Creusot, Montceau-les-Mines, Autun, Chalon-sur-Saône et Roanne. Faute de rentabilité suffisante, seule la liaison vers Roanne fut maintenue durant les années 2000.
Depuis début 2010, sous l'impulsion du conseil général de Saône-et-Loire et de la communauté urbaine du Creusot Montceau, toutes ces navettes ont été remises en service. Depuis 2018, ces navettes sont gérées par le réseau interurbain de la Bourgogne-Franche-Comté.
| Réseau | Ligne | Destination        | Desserte journalière                                             |
| ------ | ----- | ------------------ | ---------------------------------------------------------------- |
| Mobigo | 702   | Chalon-sur-Saône   | 100 % des TGV (certaines missions sont assurées sur réservation) |
| Mobigo | 706   | Autun              | 6 A/R en semaine – 1 A/R le week-end                             |
| Mobigo | 708   | Montceau-les-Mines | 100 % des TGV (certaines missions sont assurées sur réservation) |
| Mobigo | 707   | Le Creusot         | 100 % des TGV (certaines missions sont assurées sur réservation) |
| Mobigo | 719   | Étang-sur-Arroux   | 100 % des TGV (certaines missions sont assurées sur réservation) |

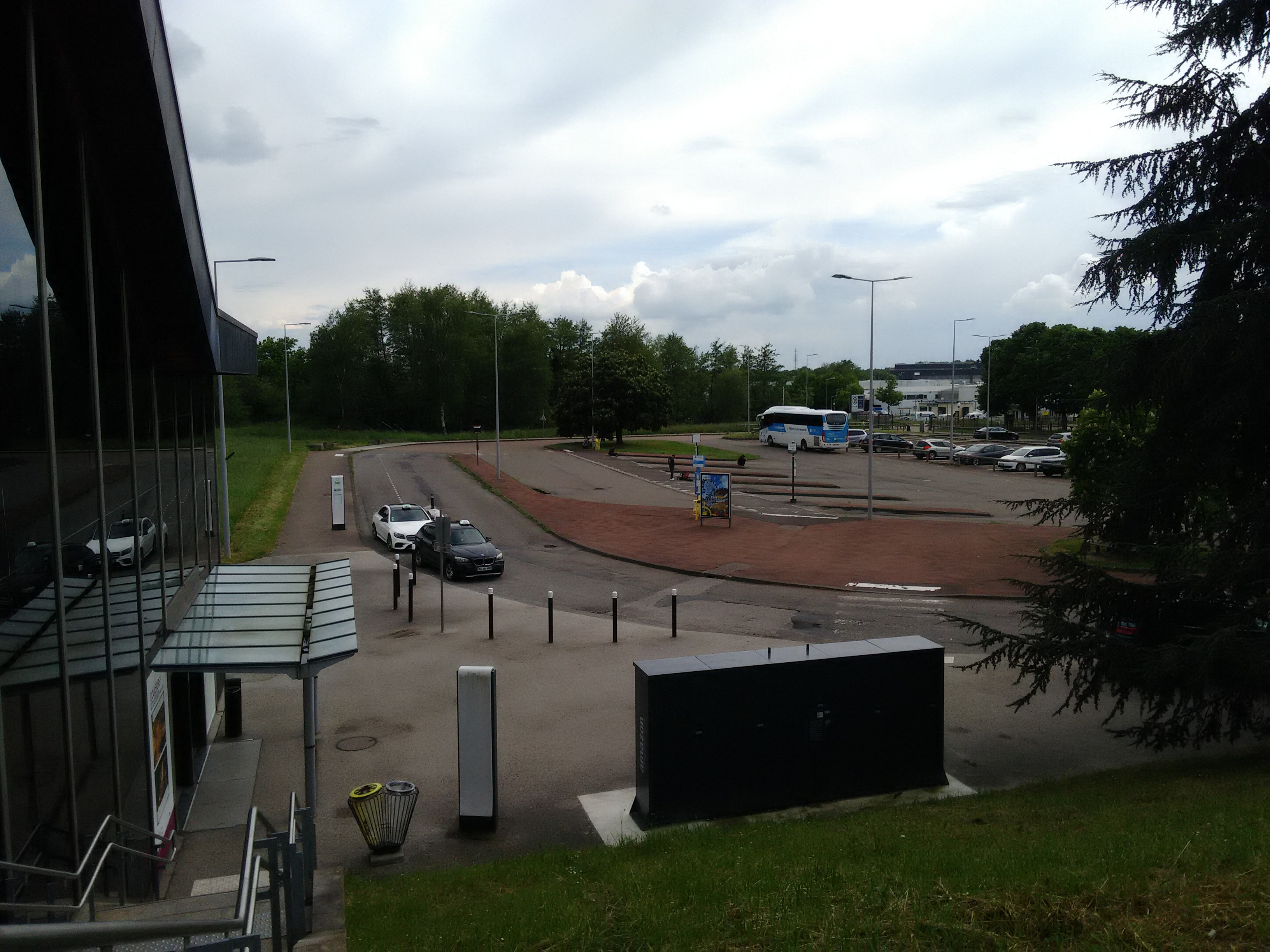
Gare routière de la gare du Creusot TGV

De plus, une navette locale, nommée « TGV » ou « Ligne 5 » relie la gare TGV à la commune du Creusot ainsi qu'à celle de Montceau-les-Mines.

### Halte TER
Le raccordement de la gare au réseau classique et sa desserte par des trains TER sont depuis longtemps envisagés. En effet, la gare est située à environ 2,5 kilomètres de la gare de Montchanin, 1,5 kilomètre à vol d'oiseau, établie sur la ligne de Nevers à Chagny. De plus, le raccordement de Montchanin relie actuellement les deux gares par une série de voies de service[réf. nécessaire]. Néanmoins, l'absence de voie continue et d'électrification sur ce tronçon ne permet pas son exploitation pour des relations commerciales.
L'interconnexion a été évoquée dans le cadre du débat public concernant le projet de Voie ferrée Centre Europe Atlantique (VFCEA) ; sa rentabilité serait négative et l'impact environnemental important.
Le 5 avril 2019, la région Bourgogne-Franche-Comté a annoncé un financement de 142 000 euros pour réaliser des études de raccordement au réseau classique ; cependant ce raccordement n'a toujours pas vu le jour, la région déclarant que « le projet coûterait très cher et qu'il n'était pas encore prévu ».